# Ampasipotsy (Manakara)
Ampasipotsy est une commune rurale malgache située dans la région de Fitovinany.